# Governació de València

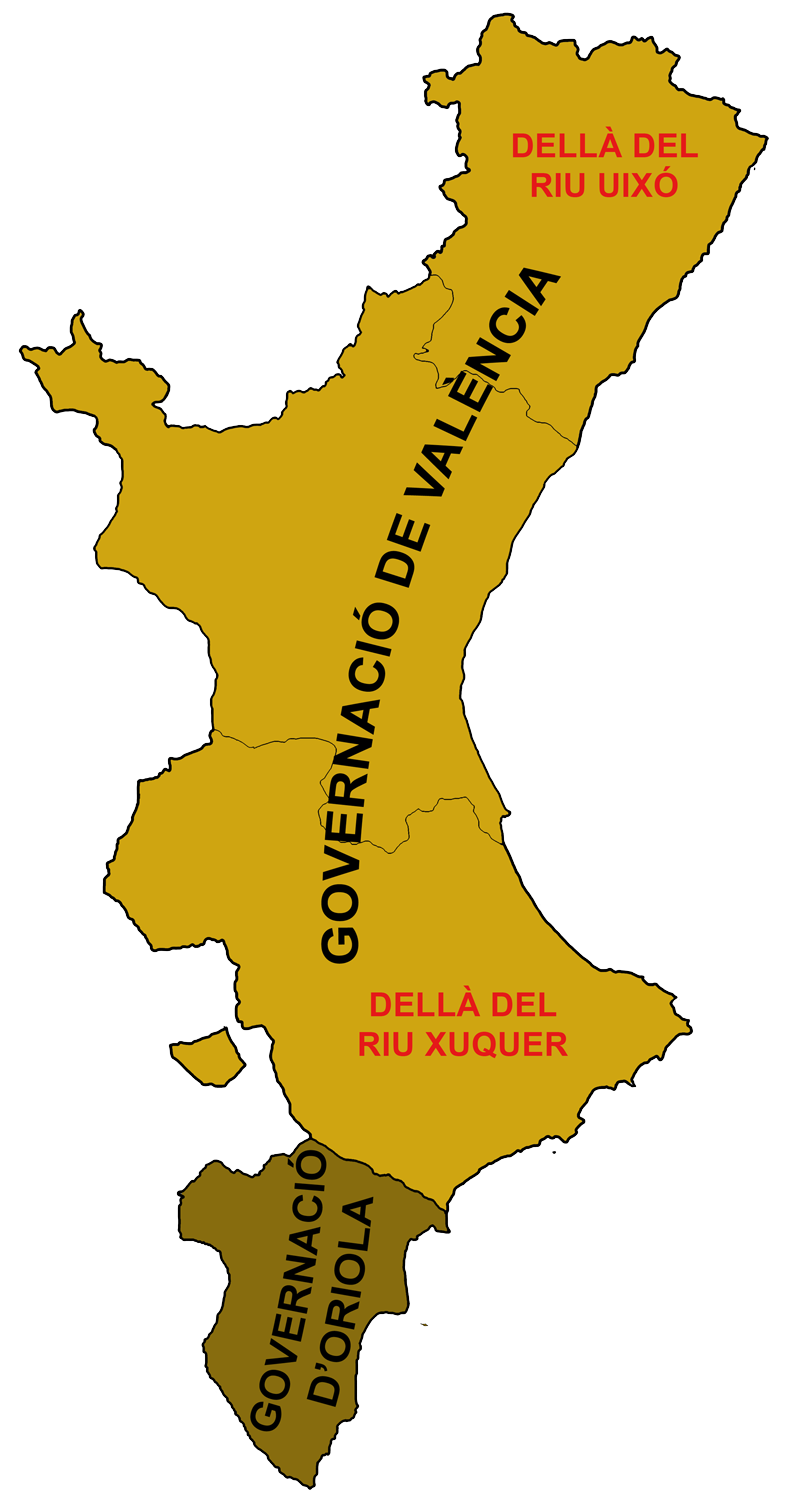
Les governacions del Regne de València

La governació de València, era una de les dues demarcacions administratives en les quals es dividia l'antic Regne de València.
El 1344 es van iniciar al Regne de València les reformes que imposarien el règim de governacions.
La reina, el primogènit, algun parent molt proper al monarca o personatges molt destacats exercien de lloctinent o governador general, amb les funcions del rei en la seva absència del regne.

## Territori
En la seva forma més clàssica, l'antic regne de València va estar dividit en dues governacions (tot i que hi va haver períodes intermitents que en foren tres), la de València i la Governació d'Oriola; en alguns períodes la Governació de Xàtiva és independent de la de València. Sobre la jerarquia entre ciutats i viles reials, especialment Oriola i Xàtiva, es va discutir molt en l'època.
La Governació de València estava dividida en tres territoris: la Governació de Xàtiva o dellà del riu Xúquer (en els períodes que aquesta estava sota jurisdicció de la de València) per a la zona compresa entre Xixona i el Xúquer, la Governació de Castelló o dellà del riu Uixó, per al territori al nord de l'Uixó, i el governador de València tenia jurisdicció entre el Xúquer i l'Uixó, a més de la supervisió dels seus lloctinents a Xàtiva i Castelló.

## El portantveus de general governador
Supeditat al governador general, el portantveus de general governador tenia la condició de representant del lloctinent o governador general i amb el temps va adquirir jurisdicció ordinària i va acabar per ser anomenat governador del regne, i durant l'Edat Mitjana fou la més alta magistratura en absència del rei, i mantenia el seu caràcter ordinari fins i tot quan es trobaven presents a València els sobirans o els seus lloctinents generals. La seva Cúria era intermèdia entre la del monarca i la dels jutges ordinaris, i de les seves sentències, per recurs o suplicació, es passava a l'Audiència Reial.
A finals del segle XV competia al governador els delictes i plets contra oficials de ciutats i viles reials, els requeriments a nobles i cavallers, les apel·lacions per defecte en l'aplicació del dret, els delictes de lesa majestat, l'exercici del mer i mixt imperi i l'alta jurisdicció, les causes de moros vassalls de nobles i cavallers, les causes de les universitats, els plets de nobles i cavallers, o les resistències contra oficials, entre altres competències. El que va caracteritzar el governador va ser actuar de jutge d'apel·lació i recursos.

## El virregnat
Amb l'establiment del règim de virregnat el 1520, el càrrec va accentuar el seu caràcter intermedi i va perdre gran part de la seva importància política en favor dels virreis. Des de principis del segle xvi, va quedar supeditat a la Reial Audiència i al Virrei de València i finalment l'ofici va ser suprimit amb els decrets de Nova Planta.

## Abolició de la governació
Amb la conquesta borbònica del regne durant la Guerra de Successió espanyola, els Decrets de Nova Planta del 1707 van substituir les dues governacions del regne per onze corregiments amb facultats executives i judicials.

## Portant-veus de general governador
- Roderic de Liçana
- Eiximèn Peris de Tarassona[6]
- Bernat de Cruïlles i de Peratallada (-1315)
- Berenguer de Cruïlles i de Peratallada (1315-)
- Bernat de Sarrià (1323-1327)

## Governadors de València
- Pere II d'Urgell (1365)[7]
- Ramon Alemany de Cervelló i de Cardona (1370-1374)
- Aznar Pardo de la Casta (1381-1386)[8]
- Roger de Montcada[9] (1386-1387)
- Aznar Pardo de la Casta (1387-1389)
- Arnau Guillem de Bellera (1409-1412)
- Vidal de Blanes i de Castellar d'Orís[10] (1413-1420)
- Lluís Vilarasa de Cabanilles[11](1421-1429)
- Eiximèn Peres Roís de Corella i de Santacoloma (1429-1448)
- Joan Roís de Corella i Llançol de Romaní (1448-1479)
- Lluís de Cabanyelles i de Vila-rasa (1479-1503)
- Lluís de Cabanyelles i Gallac (1503-1522)
- Jeroni de Cabanyelles i Gallac (1523-1550)